# يوم الأجداد الوطني
يوم الأجداد الوطني هو يوم وطني يحتفل فيه بالأجداد في الولايات المتحدة منذ عام 1978 ومعترف به في عدد من البلدان في أيام مختلفة من السنة ويكون الاحتفال إما بيوم واحد للأجداد أو يومان منفصلين للجد الجدة.
في الولايات المتحدة، ليس هناك يوم رسمي يُعترف به باسم "يوم الأجداد الوطني" كما هو معروف في بعض الثقافات الأخرى. ومع ذلك، يوجد يوم "يوم الأجداد" الذي يُحتفل به في العديد من المجتمعات والأسر الأمريكية. يُعقد هذا اليوم عادة في الأحد الأول من سبتمبر أو في نهاية أغسطس، وهو فرصة للاحتفال بالجيل الأكبر وتكريمهم بمناسبة العطاء والخبرة التي يقدمونها للأسرة والمجتمع.